# Semecarpus graciliflorus
Semecarpus graciliflorus är en sumakväxtart som beskrevs av Evrard & Tardieu. Semecarpus graciliflorus ingår i släktet Semecarpus och familjen sumakväxter. Inga underarter finns listade i Catalogue of Life.